# Wzorowy Kadet

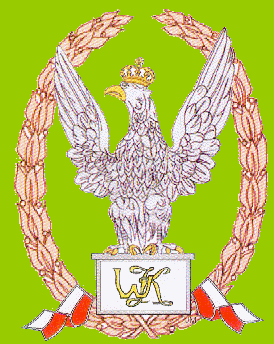
Odznaka wz. 2002

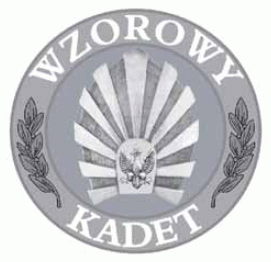
Odznaka wz. 2010

Wzorowy Kadet – tytuł i odznaka przyznawana żołnierzowi Wojska Polskiego za osiągnięcia w nauce.

## Zasady i warunki nadawania
W latach 2010–2022 roku tytuł honorowy nadawany żołnierzowi służby kandydackiej oraz żołnierzowi służby przygotowawczej Wojska Polskiego. Rozporządzenie z 2022 r. nie przewiduje już tego tytułu honorowego.
Tytuł nadawano za ukończenie podlegającego ocenie etapu nauki w szkole podoficerskiej z ocena średnią nie niższą niż 4,51 i bardzo dobre wykonywanie zadań służbowych. Do udzielenia wyróżnienia upoważniony był komendant szkoły podoficerskiej.
W latach 1999–2010 odznaka nadawana była w szczególności za ukończenie pierwszego roku nauki w szkole chorążych z oceną średnią nie niższą niż 4,51 i bardzo dobre wykonywanie zadań służbowych. Jej wzór znacznie różnił się od ustalonego w 2010 roku.
Do wyrażania żołnierzowi uznania tytułem honorowym Wzorowy Kadet upoważniony był w latach 1999–2010 komendant centrum szkolenia.
Od wprowadzenia tytułu i odznaki Wzorowego Kadeta w 1982 roku do wejścia w życie nowych uregulowań prawnych tytuł i odznakę Wzorowego Kadeta nadawano uczniom szkół chorążych – kadetom spełniającym określone wymagania:
- w trzyletnich szkołach:
  - na odznakę brązową
    - uzyskanie po pierwszym roku nauki średniej oceny nie niższej niż 4,25
    - średniej 4,00 z przedmiotów ogólnokształcących — bez oceny niedostatecznej
    - posiadanie brązowej Wojskowej Odznaki Sprawności Fizycznej

  - na odznakę srebrną
    - uzyskanie po drugim roku nauki średniej oceny nie niższej niż 4,35
    - średniej oceny 4,10 z przedmiotów ogólnokształcących
    - posiadanie srebrnej Wojskowej Odznaki Sprawności Fizycznej

  - na odznakę złotą (co najmniej po 6 miesiącach od nadania odznaki srebrnej)
    - uzyskanie średniej oceny ze wszystkich przedmiotów 4,45
    - posiadanie III klasy kwalifikacyjnej
    - złotej Wojskowej Odznaki Sprawności Fizycznej
- w dwuletnich szkołach:
  - na odznakę brązową
    - uzyskanie po co najmniej 9 miesiącach szkolenia średniej oceny nie niższej niż 4,25
    - posiadanie brązowej Wojskowej Odznaki Sprawności Fizycznej

  - na odznakę srebrną (co najmniej po 6 miesiącach od nadania brązowej odznaki)
    - uzyskanie średniej oceny nie niższej niż 4,35
    - posiadanie srebrnej Wojskowej Odznaki Sprawności Fizycznej

  - na odznakę złotą (co najmniej po 5 miesiącach od nadania odznaki srebrnej)
    - uzyskanie średniej oceny nie  niższej  niż  4,51
    - posiadanie III klasy kwalifikacyjnej
    - posiadanie złotej Wojskowej Odznaki Sprawności Fizycznej
- w rocznych szkołach chorążych
  - stosowano kryteria takie, jak w dwuletnich, z tym że odznakę brązową nadawano po 5 miesiącach szkolenia, srebrną – po 4 miesiącach od nadania brązowej, a odznaki złotej nie nadawano.

## Opis odznaki
Wzór 2010

Odznakę stanowią nałożone na siebie dwie okrągłe tarcze, zewnętrzna o większej średnicy, a wewnętrzna – mniejszej. Na awersie wypukły napis: od góry WZOROWY, od dołu KADET. Między wyrazami dwie gałązki laurowe. Pierścień w kolorze oksydowanego srebra. Obramowanie, litery i przerywniki polerowane na jasno. Na tarczy wewnętrznej symbol kadetów II RP – wypukłe półsłońce kadeckie z historycznym orłem państwowym. 
Na rewersie wykonany wgłębnie kolejny numer odznaki, łamany przez dwie ostatnie cyfry roku jej wykonania oraz nazwa firmy lub jej znak. 
Odznaka metalowa. Wymiary: średnica odznaki 30 mm, średnica tarczy wewnętrznej 20 mm. Podkładka z tkaniny w kolorze karmazynowym o średnicy 34 mm.
Wzór 1999

W rozporządzeniu z 1999 roku nie określano wzoru odznaki w sposób opisowy, poprzestając na zamieszczeniu jej wzoru. Identyczny wzór przeniesiono do przepisów z 2002 roku, wówczas jednak w przepisach zamieszczono także opis słowny. Odznakę stanowił wówczas owalny wieniec laurowy, otwarty w górnej części, o wymiarach 45 x 45 mm. Odznaka była wykonana z metalu. Na wieńcu o barwie brązu były umieszczone srebrzony i oksydowany orzeł z głowicy sztandaru jednostki wojskowej, oraz na biało emaliowana puszka z wstęgami emaliowanymi w barwach Rzeczypospolitej Polskiej. Na puszce był umieszczony złocony monogram "WK".
Wzór 1982

Nieregularna, sześciokątna tarcza, emaliowana w kolorach biało-czerwonym. Pośrodku głowa żołnierza w hełmie i napis: WZOROWY KADET. Trzystopniowa: złota, srebrna i brązowa.
Projektował Stanisław Tołodziecki, a wykonywała Mennica Państwowa.